# Schuurmachine

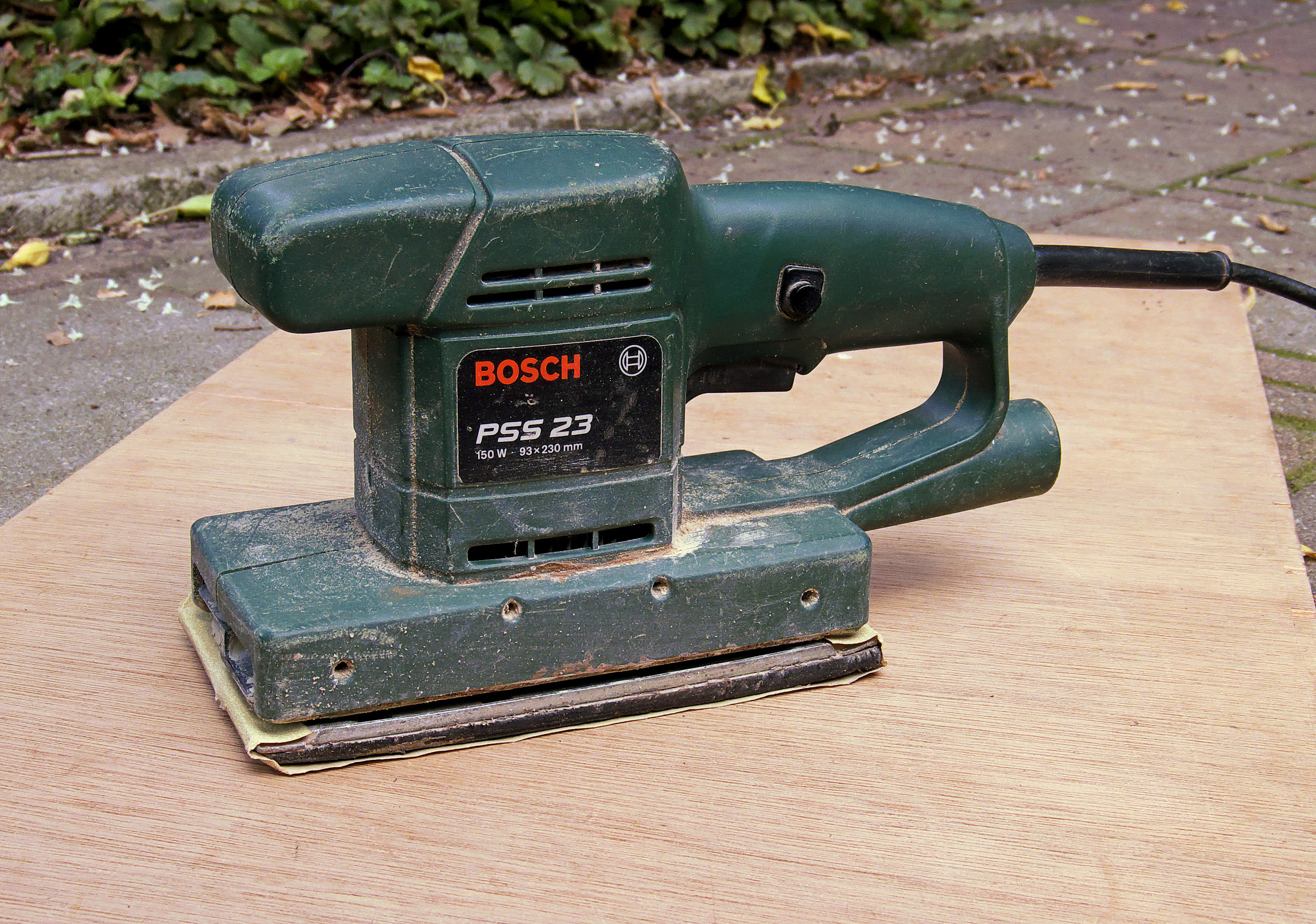
Vlakschuurmachine

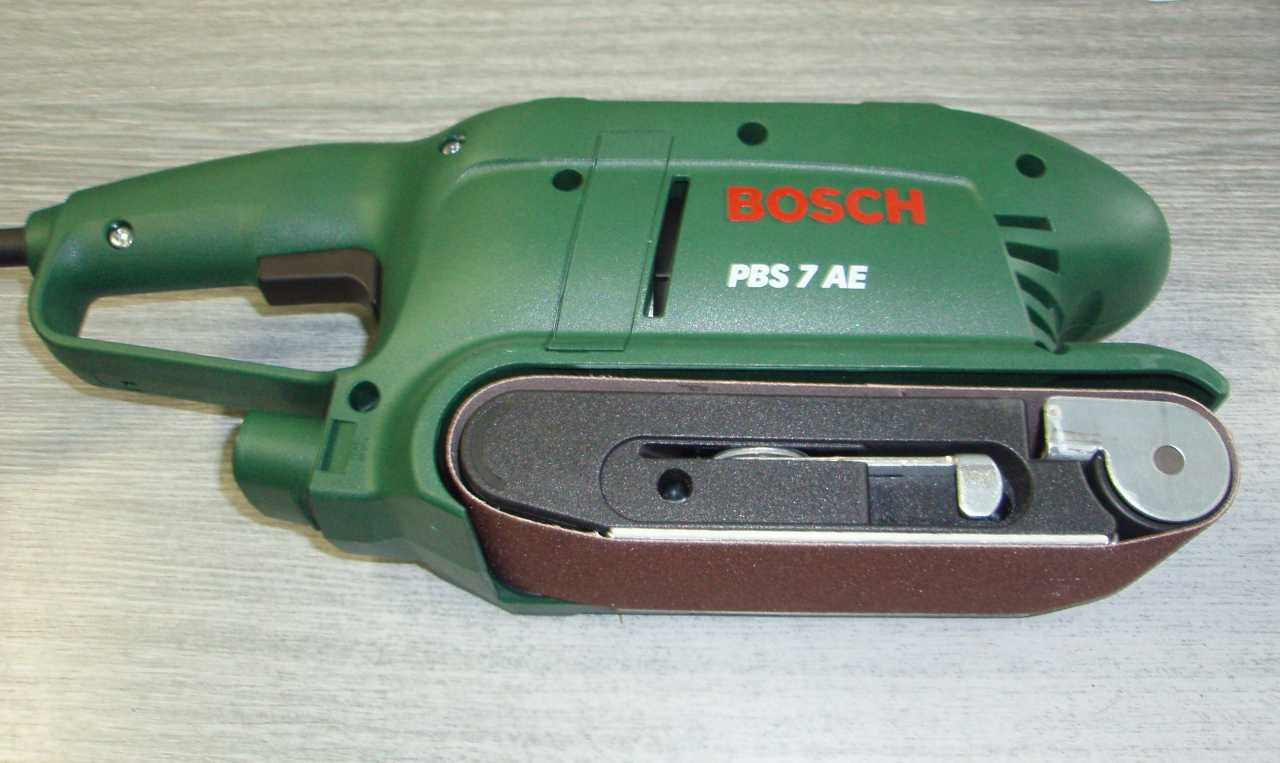
Bandschuurmachine

Een schuurmachine is een doorgaans elektrisch aangedreven apparaat om door middel van schuren materiaal glad te maken of te vormen, om oude verfresten te verwijderen, of als voorbehandeling om een materiaaloppervlak onder de microscoop te kunnen bekijken. Schuurmachines kunnen kleine handapparaten zijn waarbij de machine over het werkstuk wordt bewogen, of vaste machines voor grote oppervlakken waar het werkstuk in de machine wordt gevoerd. Verder bestaan er verschillende typen schuurmachines:

## Vlakschuurmachine
Deze bestaat uit een vlakke zool met een veerkrachtige laag rubber of kunststof, waarop een vel schuurpapier wordt geklemd. Deze zool is door middel van  soepele rubber blokjes bevestigd onder het motorhuis. In het midden zit een excentriek op de as van de motor. Deze zorgt voor de trillende beweging van de schuurzool. Hiermee kunnen vlakke delen, zoals een deur of kozijnen, geschuurd worden.

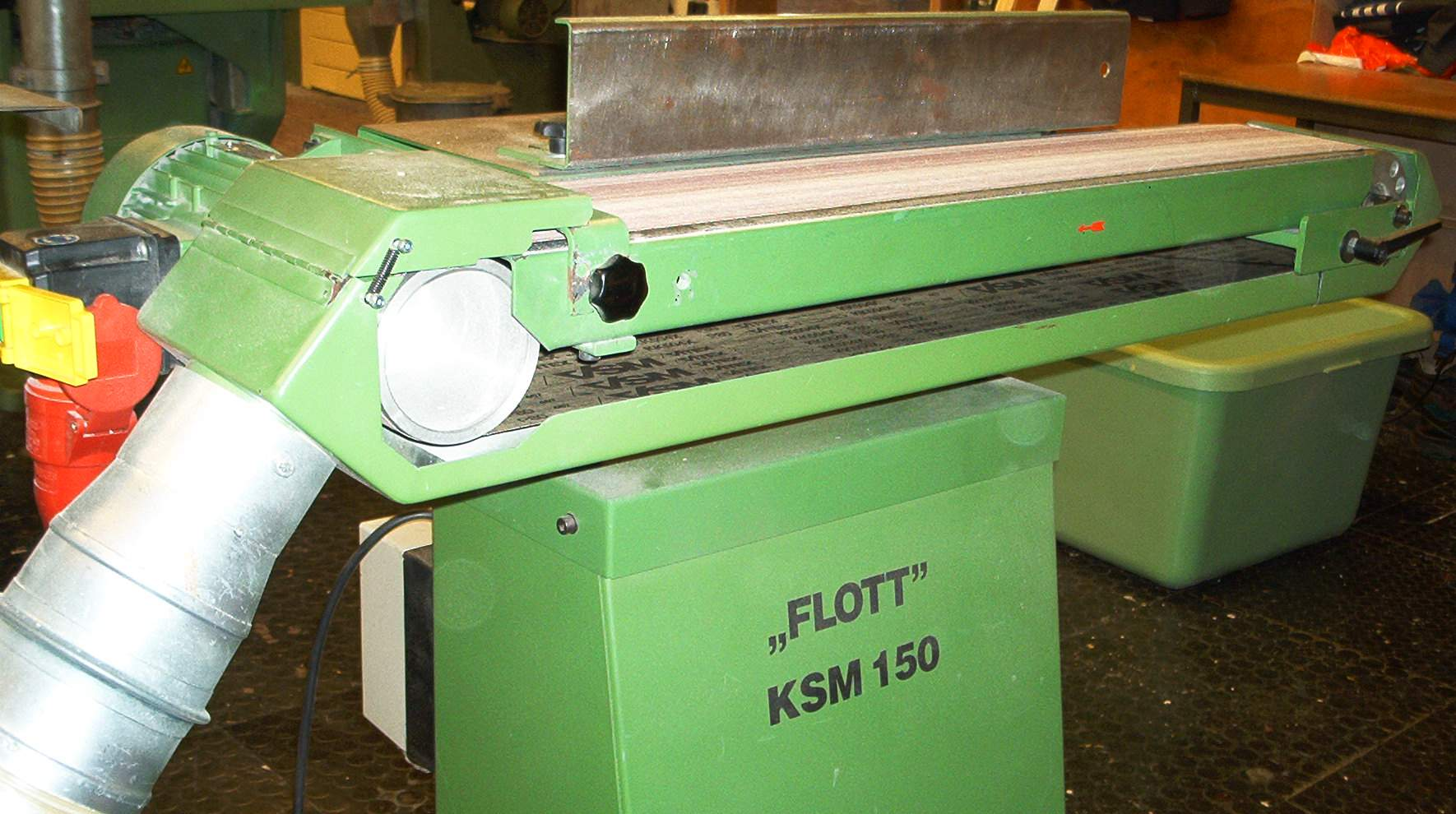
Bandschuurmachine

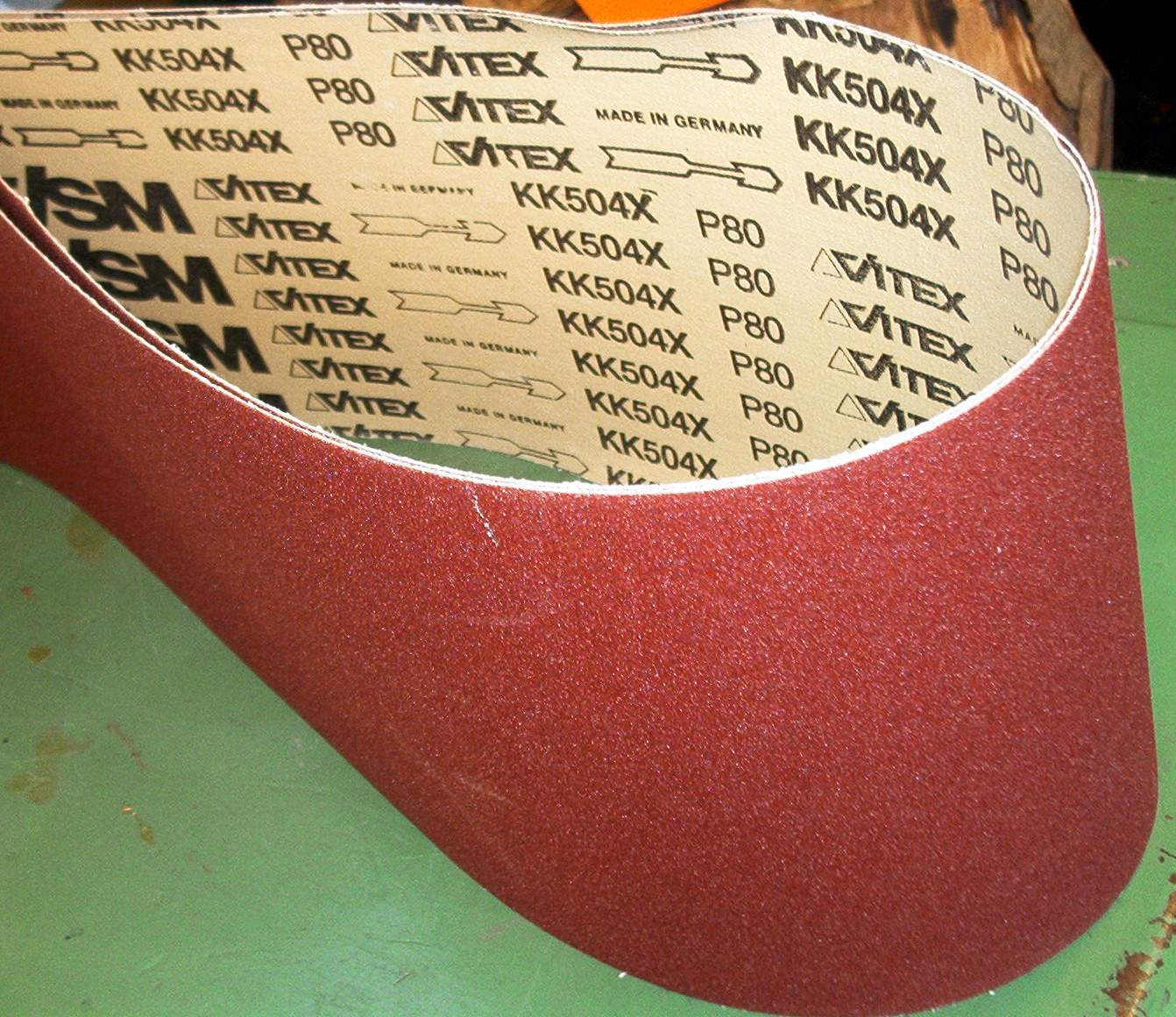
Schuurbanden voor de bandschuurmachine

## Bandschuurmachine
In tegenstelling tot een "gewone" vlakschuurmachine waarbij snelle bewegingen het schuren veroorzaken, bestaat de bandschuurmachine uit twee rollen. De ene wordt aangedreven door de elektromotor. Over deze rollen wordt een schuurband gespannen. Als men de machine in werking stelt maakt deze band een beweging als van een rupsband, waardoor deze gebruikt kan worden om te schuren. Deze machine is geschikt voor grotere materiaalafname en de kleinere werkstukken. Er is ook een handbandschuurmachine, waarbij de motor en het handvat boven de band zitten. Deze machine wordt over het te schuren oppervlak heen en weer bewogen.

## Excentrische schuurmachine
Deze heeft een cirkelvormige vlakke zool met een veerkrachtige laag, waarop schuurpapier kan worden bevestigd. De zool zit met een excentriek gemonteerd op de as van de motor, waardoor een snel draaiende beweging ontstaat in combinatie met een excentrische beweging. De machine is geschikt voor snel en grof schuurwerk.

## Deltaschuurmachine
Naast de vlakschuurmachine kennen we de zogenaamde deltaschuurmachine.
Deze berust op hetzelfde principe en dezelfde werking als de vlakschuurmachine, maar is veel kleiner uitgevoerd en heeft de vorm van een soort driehoek, met gebogen zijden. Hiermee is het mogelijk om op kleinere plekken en in hoeken te komen.

## Schotelschuurmachine
Een schotelschuurmachine is een schuurmachine waarbij de schuurschijf een cirkelvorm heeft. Deze schijf is verticaal geplaatst. Vanaf de tafel wordt het werkstuk tegen de schuurschijf gedrukt.

## Boormachine
Schuren kan ook met een boormachine. Hiervoor worden bij veel boormachines schuurschijven meegeleverd die op de boorkop kunnen worden geplaatst met een speciaal hulpstuk. Zodra de boormachine wordt aangezet, gaat de schijf ronddraaien en dan kan deze over het te schuren oppervlak worden bewogen. Dit is ideaal als je een groot oppervlak wilt schuren en je geen schuurmachine hebt.

## Parketschuurmachine
Voor het schuren van parketvloeren bestaan speciale parketschuurmachines. Een parketschuurmachine is een grote bandschuurmachine of een excentrische schuurmachine met een steel, waarachter men staand kan schuren. Op deze manier kan de hele vloer worden geschuurd zonder dat men hoeft te bukken en door de grootte van zo'n machine is een groot oppervlak hiermee sneller geschuurd dan met een gewone schuurmachine. Parketschuurmachines zijn vaak te huur bij bouwmarkten of doe-het-zelf-winkels.